# Аснар, Хуан Батиста
Хуан Батиста Аснар-и-Кабаньяс (исп. Juan Bautista Aznar y Cabañas; 5 сентября 1860, Ла-Корунья, Галисия — 19 февраля 1933, Саламанка) — испанский флотоводец и государственный деятель, генерал-капитан ВМФ Испании (1928), с февраля по апрель 1931 года — последний премьер-министр короля Альфонсо XIII до провозглашения республики. Кавалер ордена Золотого руна и многих других наград. 

## Биография
Родился в 1860 году в Ла-Корунье. Служил на испанском военно-морском флоте. В 1898 году,  во время испано-американской войны, с отличием участвовал в неудачном для испанцев морском сражении при Сантьяго-де-Куба в качестве одного из старших офицеров корабля «Инфанта Мария-Тереза», флагманского корабля адмирала Серверы. Затем отличился во время Рифской войны (1921—1926) между Испанией и повстанческим эмиратом Риф в Марокко.
С февраля по сентябрь 1923 года занимал должность морского министра. В 1928 году стал генерал-капитаном ВМФ Испании. 
В феврале 1931 года, в условиях нарастающего политического кризиса, стал премьер-министром Испании вместо Дамасо Беренгера, который, впрочем, остался в правительстве в качестве военного министра. 
Оставался премьер-министром всего три месяца, в условиях, когда политические разногласия лихорадили не только общество, но и само правительство страны. В результате, он не смог ничего противопоставить провозглашению Испании республикой, которое произошло практически бескровно. Король Альфонсо XIII со своей семьёй покинул страну. Аснар вышел в отставку, пост премьер-министра занял республиканец Мануэль Асанья. 
Аснар скончался в Мадриде в 1933 году.